# Ебергардіна Софія Юліана Еттінгенська
Ебергардіна Софія Юліана Еттінгенська (нім. Eberhardine Sophie Juliane zu Oettingen-Oettingen, 20 жовтня 1656—23 березня 1743) — донька графа Йоакіма Ернеста Еттінген-Еттінгенського та його дружини Анни Софії Зульцбаської, дружина графа Філіппа Карла Еттінген-Валлерштайнського.

## Життєпис
Ебергардіна Софія Юліана була наймолодшою донькою графа Йоакіма Ернеста Еттінгенського та його третьої дружини Анни Софії Зульцбаської.  Вона народилася 20 жовтня 1656 року. Окрім неї в родині було п'ятеро дітей. Батько дівчинки помер через три роки після її народження. Через кілька років вийшла заміж її старша сестра Марія Елеонора, а згодом і Ядвіґа Августа.
Саму ж Ебергардіну Софія Юліану пошлюбив 1 березня 1678 року третій син графа Еттінґен-Валлерштайнського Філіпп Карл. Весілля відбулося у Валлерштайні. За нетривалий шлюб у них народилося двоє дітей.
Донька ж народилася відразу по смерті батька. Тож дітей Ебергардіна Софія виховувала сама. Вона прожила довге життя і померла, коли їй було вже 86 років. Син помер за п'ять років до цього,  дочка ж на шість років матір пережила.

## Родина
Чоловік — Філіпп Карл Еттінген-Валлерштайнський
Діти:
- Антон Карл (1679—1738) — граф Еттінген-Валлерштайнський. Одружений з Марією Агнесою Фуггер фон Глот, мав із нею сімох дітей.
- Марія Анна Елеонора Софія (1680—1749) одружена із принцом Філіппом  Ернстом Ґоґенлое-Вальденбурзьким,[4] маршалом Франції.[5] Дітей не мала.